# A New Set of Lungs
A new set of lungs es el primer EP de la banda estadounidense de screamo, Hot Cross. Este álbum fue lanzado en marzo de 2001, bajo el sello discográfico Level Plane. 

## Canciones
1. Born on the cusp – 1:28
2. History fell in the heart broke open – 1:48
3. Between minutes and miles – 2:14
4. Lend me your brain (I'm building an idiot) – 2:36
5. Putting the past right – 2:10
6. 4A:030401 – 1:17
7. Finger redux – 2:46